# Station Montrond-les-Bains
Station Montrond-les-Bains is een spoorwegstation in de Franse gemeente Montrond-les-Bains.